# Монтокетты

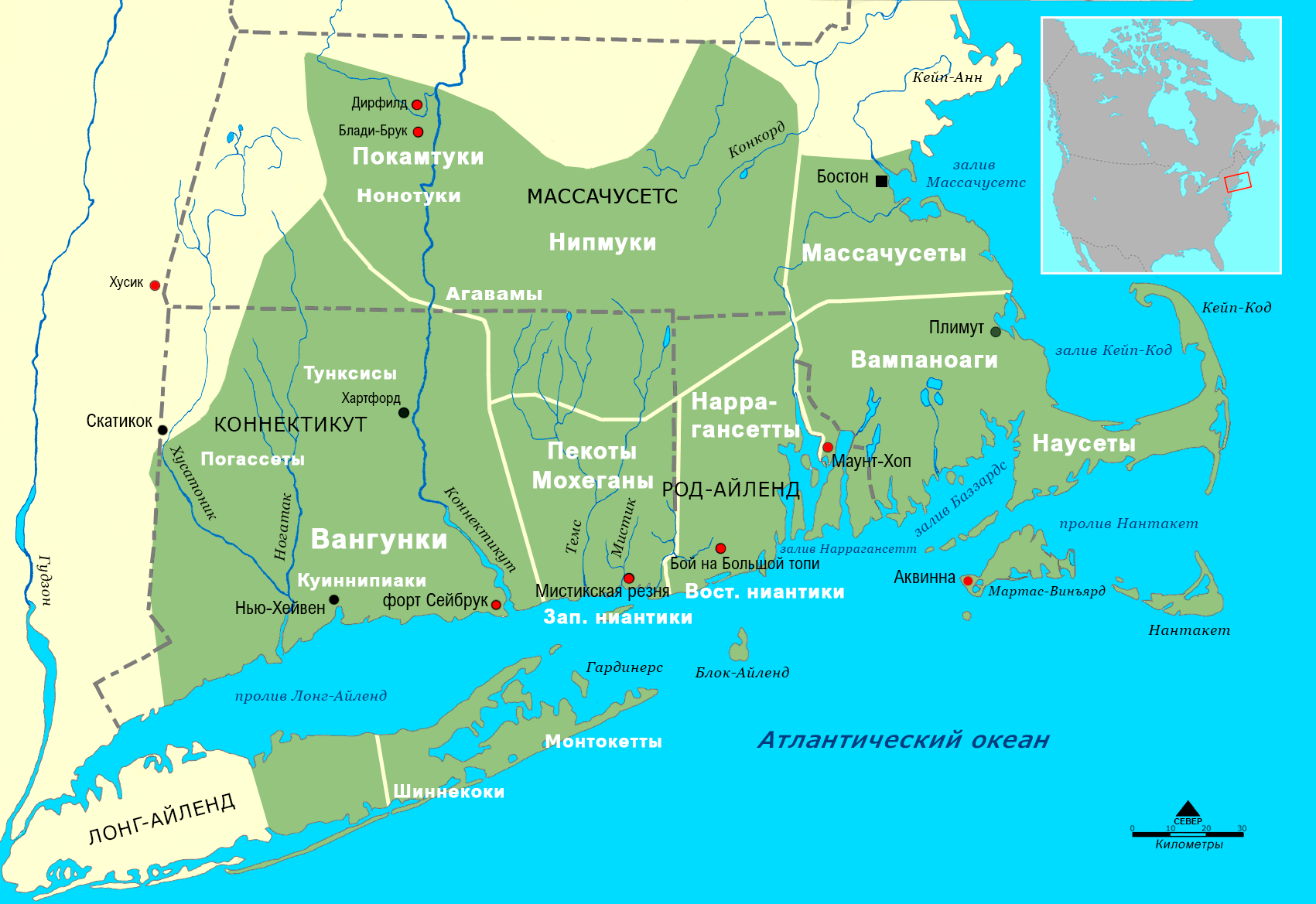
Традиционная территория монтокеттов и соседних племён

Монтокетты (англ. Montaukett), ранее известные как монтауки (англ. Montauk) — алгонкиноязычный индейский народ, который на ранней стадии европейской колонизации Северной Америки населял центральную и восточную части острова Лонг-Айленд. По языку и происхождению были связаны с живущими через пролив Лонг-Айленд в континентальной части пекотами и мохеганами.

## Группы
Американский этнолог и антрополог Джон Рид Суонтон выделял следующие подразделения монтокеттов и районы их проживания: 
- Корчоги — проживали в районе Риверхеда и Саутолда.
- Манхассеты — Шелтер-Айленд.
- Массапекуа — южная часть Ойстер-Бей.
- Матинекоки — северная часть Ойстер-Бей.
- Меррики — восточная часть Хемпстеда.
- Монтауки — Саутгемптон.
- Несакуаке — восточная часть Смиттауна.
- Патчоги — южное побережье острова от Патчога до Уэстхэмптона.
- Рокауэй — Ньютаун, Джамейка и Хемпстед.
- Секатоги — Айслип.
- Сетокеты — северное побережье от Стони-Брук до Уодинг-Ривер.
- Шиннекоки — побережье острова от залива Шиннекок до мыса Монток.

## История
В начале XVII века восточная часть острова Лонг-Айленд постоянно подвергалась набегам многочисленных пекотов с материка. Когда началась Пекотская война, монтокетты в основном не участвовали в конфликте. В 1639 году, после окончания войны, вождь племени Вайанданч продал английскому колонисту Лайону Гардинеру остров, который ныне известен как Гардинер-Айленд. В течение 1650-х годов белое население острова увеличивалось, в то время, как численность индейцев сокращалась. В 1653 году наррагансетты и ниантики, под командованием сахема Нинигрета, напали на деревню монтокеттов и сожгли её, убив 30 и захватив в плен 14 человек, в том числе одну из дочерей вождя Вайанданча. Представители английских колоний хотели послать солдат и наказать Нинигрета, но комиссар от колонии Массачусетского залива наложил вето на это решение, указав что конфликт монтокеттов и наррагансеттов не входит в их юрисдикцию. Дочь Вайанданча была найдена с помощью Гардинера, который за свою услугу получил большую часть современного Смиттауна. В сентябре 1654 года власти английских колоний приказали прекратить Нинигрету набеги на монтокеттов и потребовали заключить мир.
В конце 1650-х годов монтокеттов поразила оспа, выжило менее трети от всего племени. В последующие годы они продали все свои традиционные племенные земли, площадью около 240 км², лишь шиннекоки смогли сохранить свою территорию. Примерно в 1788 году большинство оставшихся монтокеттов отправились жить к бразертонам, где народ онайда выделил им часть земли в своей резервации. В 1910 году на Лонг-Айленде насчитывалось примерно 29 монтокеттов, а в 1923 году их было 30. Некоторые их потомки сегодня живут в Висконсине, другие —  в резервации Шиннекок. Не существует политической организации племени монтокеттов, которая была бы признана штатом Нью-Йорк или на федеральном уровне.